# Whatcote
Whatcote är en ort och civil parish i Storbritannien.   Den ligger i grevskapet Warwickshire och riksdelen England, i den södra delen av landet, 120 km nordväst om huvudstaden London. Whatcote ligger 84 meter över havet och antalet invånare är 153.
Terrängen runt Whatcote är platt. Runt Whatcote är det ganska tätbefolkat, med 116 invånare per kvadratkilometer. Närmaste större samhälle är Banbury, 15,6 km öster om Whatcote. Trakten runt Whatcote består till största delen av jordbruksmark.